# Accord So What
En harmonie du jazz, l'accord So What est un voicing particulier de cinq notes. De la note la plus basse à la plus haute, il se compose de trois quartes parfaites suivies d'une tierce majeure. Il a été employé par Bill Evans dans le motif call and response amen du début de la composition de Miles Davis So What, d'où il a tiré son nom.
Par exemple, un accord Mi mineur So What est un voicing Em11  :
Le terme « accord So What » est largement utilisé dans l'ouvrage de référence de Mark Levine (en), Le livre du piano Jazz (en), dans lequel il décrit de nombreuses situations lors desquelles le voicing peut être employé. Frank Mantooth (en) a consacré deux chapitres à l'accord sous le nom de « Miracle voicing » dans son ouvrage Voicings for Jazz Keyboard .

## Description
L'accord So What est souvent utilisé comme alternative aux voicings quartals (en) et peut être utilisé dans les mouvements parallèles diatoniques et chromatiques. Il est identique à ce qu'on obtient lorsqu'on accorde les cinq cordes les plus graves d'une guitare. Il s'agit essentiellement d'un accord de onzième mineure, arrangé comme il serait joué sur une guitare (1, 4, 7, 3, 5).
Il peut également être considéré comme un accord quartal (construit à partir de quartes) de cinq notes, avec la note supérieure abaissée d'un demi-ton. Produisant une sonorité plus moderne que les accords de tierces, de nombreuses fondamentales peuvent être appliquées à l'accord So What, lui permettant de fonctionner dans divers contextes, y compris un contexte de mode majeur, de mode mixolydien, ou de mode mineur, ce qui permet de l'utiliser de nombreuses manières dans des compositions. Par exemple, lui ajoutant une basse, l'accord décrit ci-dessus peut également compris C6Δ9, Asus47(9), G69, Dsus24, 6, Flydian (FΔ91113 ) ou Fphrygien (Fm791113).

## Utilisation
Parmi les autres enregistrements de jazz utilisant largement cet accord, on trouve Peresina de McCoy Tyner et Gentle Wind and Falling Tear de Gary Burton. L'utilisation par Tyner de voicings similaires a eu une influence majeure sur Chick Corea, comme on peut l'entendre dans des morceaux comme Steps et Matrix, tous deux présents sur son album phare Now He Sings, Now He Sobs (en).